# Laemodonta exaratoides
Laemodonta exaratoides is een slakkensoort uit de familie van de Ellobiidae. De wetenschappelijke naam van de soort is voor het eerst geldig gepubliceerd in 1992 door Kawabe.